# Mixed (Tennis)

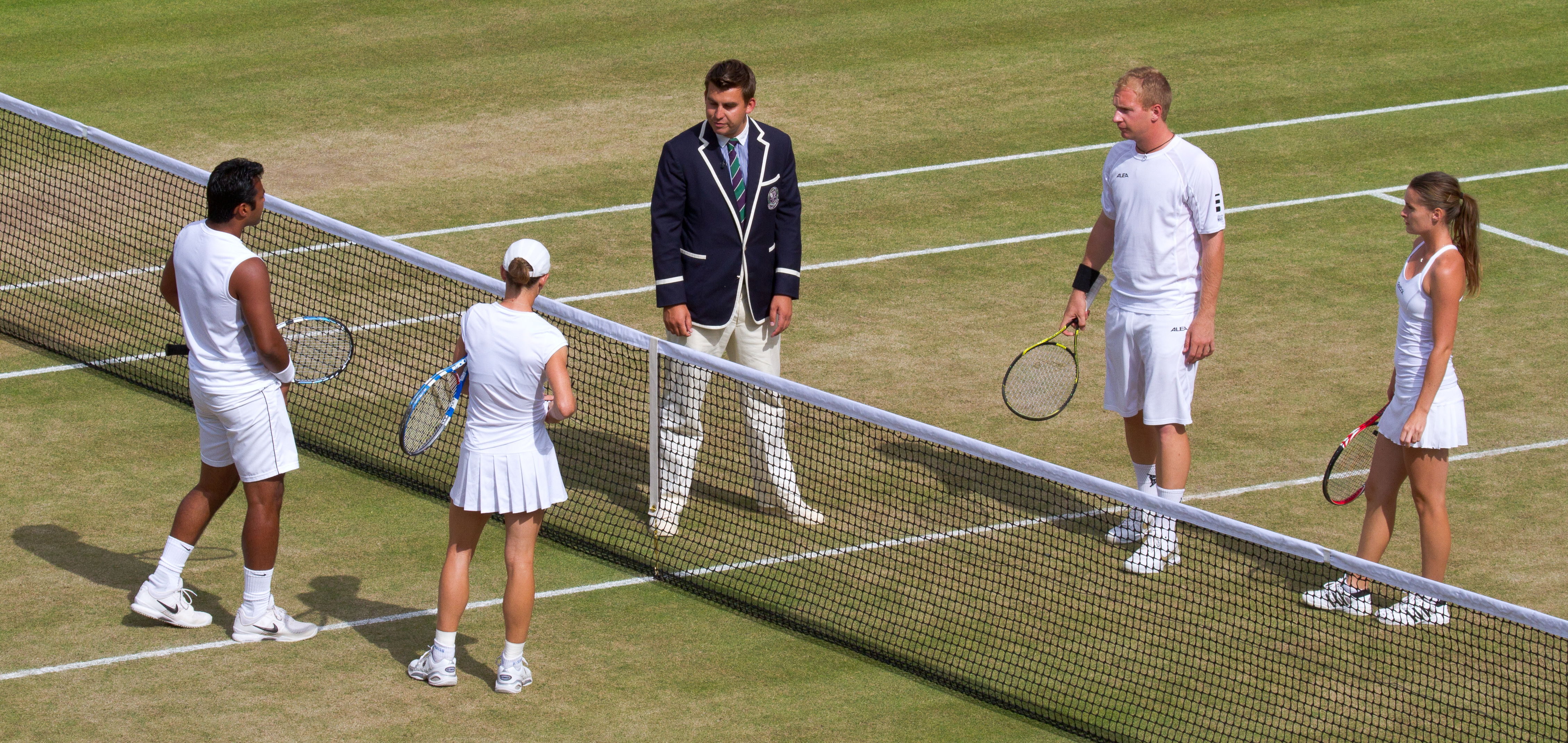
Mixed in Wimbledon 2010

Das Mixed im Tennis ist eine Turnierform, in der gemischtgeschlechtliche Paare gegeneinander antreten.

## Geschichte

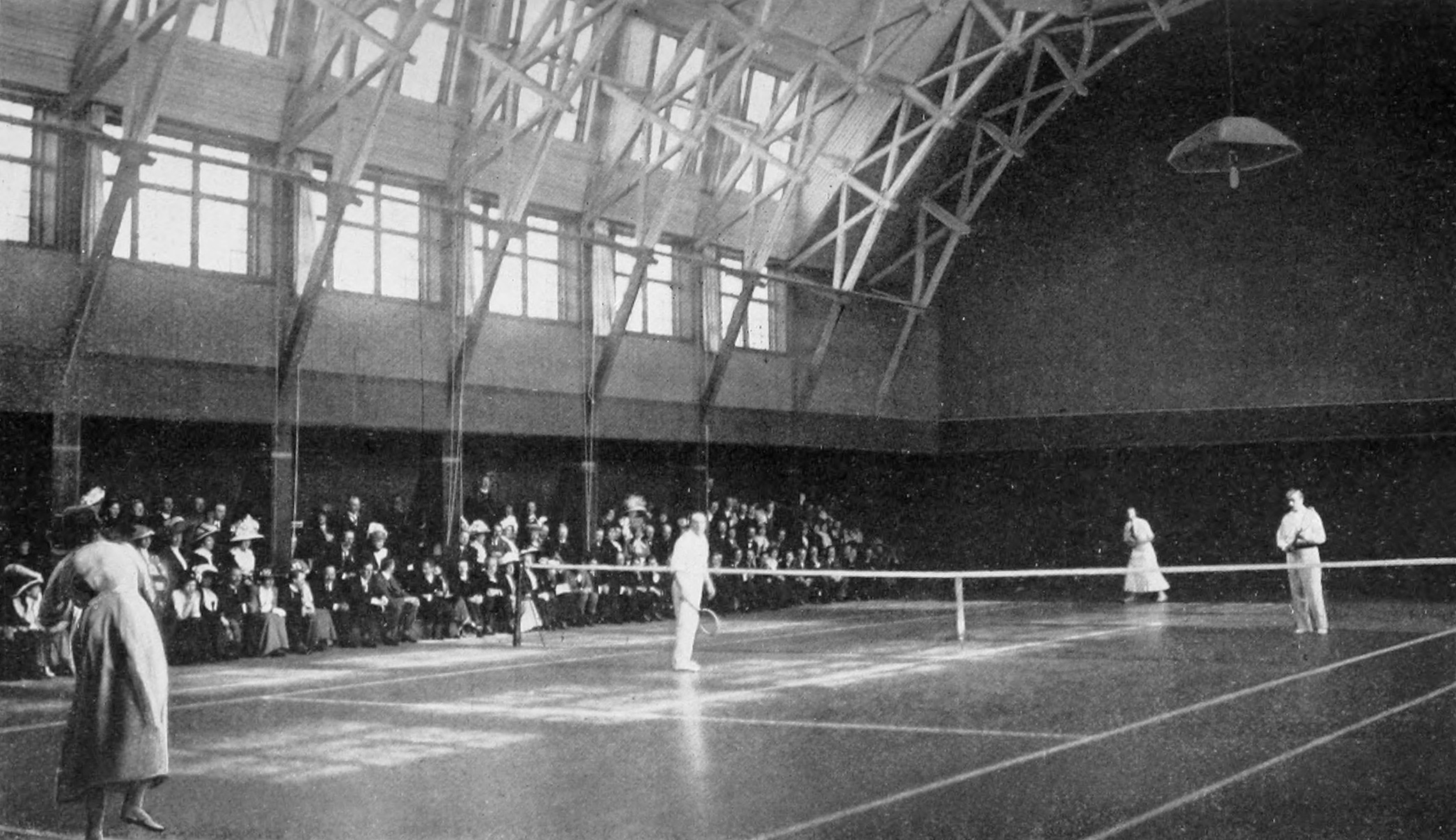
Mixed Finale bei den Olympischen Spielen 1912: Edith Hannam und Charles Dixon (Sieger) gegen Mabel Parton und Theodore Mavrogordato

Das Mixed-Doppel hat eine lange Geschichte im Tennis. Die sozialen Vorteile des Mixed-Tennis wurden in England im späten 19. Jahrhundert erkannt. Es diente als geselliges Ausflugsziel für verheiratete Paare und als Möglichkeit für alleinstehende Männer und Frauen, eine Beziehung aufzubauen. Diese Variante wurde bei den U.S. National Championships, dem Vorläufer der US Open, 1892 erstmalig ausgetragen, gefolgt von den French Open 1902, in Wimbledon 1913 und den Australian Open 1922. Bei den zweiten Olympischen Sommerspielen 1900 wurde auch ein Mixed-Turnier durchgeführt, wurde jedoch in den 1920er Jahren aus dem Programm genommen und erst bei den Olympischen Sommerspielen 2012 in London wieder aufgenommen.
Beim Hopman Cup, der von 1989 bis 2019 ausgetragen wurde, wurde jeweils als drittes Spiel ein Mixed-Doppel ausgetragen. Der 2022 gegründete United Cup ist das erste gemischtgeschlechtliche Team-Event, bei dem die Spieler sowohl ATP- als auch WTA-Ranglistenpunkte erhalten, wobei die Gewinner maximal 500 Punkte nach einem speziellen Verteilungsmodus erhalten.

## Modus
Es gelten die gleichen Regeln, wie bei den Doppel-Turnieren. Es werden jedoch keine Weltranglisten geführt, weil die Paarungen ständig wechseln. Entscheidend ist die Wahl des Partners, mit dem man harmoniert und eine Strategie entwickeln kann.

## Strategie
Eine gängige Taktik besteht darin, die gegnerische Spielerin konsequent anzuspielen, insbesondere am Netz. Viele Mixed-Teams versuchen, den männlichen Spieler am Netz zu meiden, wodurch die Spielerin zu einem anfälligeren Ziel wird. Der männliche Spieler sollte am Netz aggressiv agieren und versuchen, mit Volleys zu punkten, während sich die Spielerin auf ein konstantes Netzspiel und das Ballhalten konzentrieren kann.
Die Kommunikation zwischen den Partnern ist wichtig, um zu wissen, wohin aufgeschlagen wird und wohin sich der Partner am Netz bewegt. Der männliche Spieler kann mit einem Slice nach außen auf die Vorhand der gegnerischen Spielerin aufschlagen, um das Feld zu öffnen. Beide Spieler sollten sich darauf konzentrieren, insbesondere den ersten Aufschlag sicher zu platzieren und Doppelfehler zu vermeiden. Retournierer sollten lange Returns anstreben, insbesondere gegen Aufschlägerinnen. Gegen starke Aufschläger ist eher das Blocken des Returns angezeigt. Bei einem starken Netzspieler sollten man sich mehr auf Lobs konzentrieren. Man kann die Mitte des Platzes anvisieren, wodurch beide Gegner gezwungen werden, sich in Richtung Mitte zu bewegen und sich dadurch möglicherweise gegenseitig behindern.

## Neue Entwicklungen
Um das Mixed für Zuschauer attraktiver zu machen, wird unter anderem bei den US Open 2025 ein neuer Austragungsmodus durchgeführt. Zunächst hat man das Mixed-Turnier in die vorgeschaltete „Fan Week“ vorverlegt. Das Teilnehmerfeld wurde von 32 auf 16 Teams reduziert. Ebenfalls geändert wird die Dauer der Matches, ein Satz wird lediglich bis vier gespielt – bei einem 4:4 kommt es zum Tie-Break, bei Satzgleichstand zum Match-Tie-Break. Es gilt die No-Ad-Regel, die besagt, dass bei Einstand (40:40) ein Entscheidungsball gespielt wird, dabei serviert immer Mann auf Mann und Frau auf Frau. Ausnahme ist das Finale, wo auf zwei herkömmliche Gewinnsätze gespielt wird, jedoch gegebenenfalls ein Match-Tiebreak als Entscheidungssatz bei Satzgleichstand.
Das Hauptfeld von 16 Paarungen enthält acht gesetzte Paarungen und acht Paarungen, die eine Wildcard erhalten. Acht Paarungen, die am 28. Juli 2025 über das höchste kombinierte Einzel-Ranking verfügen, kommen direkt ins Mixed-Hauptfeld. Dabei werden die Einzelrankings des Paares addiert. Bis Meldeschluss für die US Open 2025, hatten sich 26 Teams angemeldet. Die Preisgelder wurden erheblich erhöht – für die Sieger stieg das Preisgeld gegenüber dem Vorjahr von 200.000 $ auf 1.000.000 $ – um einen Anreiz für Topspieler zu schaffen, die sich bislang eher selten zu Mixed-Turnieren angemeldet haben. Durch das Vorziehen des Turniers in die Fanweek vermeidet man Terminkollisionen mit den übrigen Hauptwettbewerben. Gleichzeitig wollte der Veranstalter die vorgeschaltete Qualifikationswoche für Zuschauer attraktiver gestalten.
| Preisgeldsteigerung Mixed bei den US Open | Preisgeldsteigerung Mixed bei den US Open | Preisgeldsteigerung Mixed bei den US Open | Preisgeldsteigerung Mixed bei den US Open | Preisgeldsteigerung Mixed bei den US Open | Preisgeldsteigerung Mixed bei den US Open | Preisgeldsteigerung Mixed bei den US Open |
| ----------------------------------------- | ----------------------------------------- | ----------------------------------------- | ----------------------------------------- | ----------------------------------------- | ----------------------------------------- | ----------------------------------------- |
|                                           | Sieg                                      | Finale                                    | Halbfinale                                | Viertelfinale                             | Erste Runde                               | Runde der 32                              |
| Preisgeld 2025                            | 1.000.000 $                               | 400.000 $                                 | 200.000 $                                 | 100.000 $                                 | 20.000 $                                  | –                                         |
| Preisgeld 2024                            | 0 200.000 $                               | 100.000 $                                 | 050.000 $                                 | 027.500 $                                 | 16.500 $                                  | 10.000 $                                  |

Das Preisgeld wird pro Team gezahlt.

## Kritik
Das neue Format sorgte für heftige Kritik seitens vieler Spieler. Das Mixed würde degradiert, es würde Doppelspezialisten benachteiligen, die verkürzte Spieldauer mache das Turnier zu einem Glücksspiel, das verkleinerte Teilnehmerfeld würde Spieler ausschließen, das Mixed würde zu einem reinen Showturnier abgewertet und die Vergabe der Wildcards wäre reine Willkür, die nur auf Geschäftsinteressen basiert. Man wolle dadurch insbesondere die Zuschauerzahlen in der Qualifikationswoche, die Fanweek genannt wird, erhöhen. Lew Sherr, Geschäftsführer der United States Tennis Association (USTA), hält dem entgegen, „man würde dadurch das Mixed-Turnier auf die Hauptbühne verlegen, wodurch mehr Fans auf der Welt ihre Stars im Rennen um den Grand-Slam-Titel verfolgen könnten“.

## Top-10 Mixed-Teams
Die besten Mixed Teams aller Zeiten resultieren aus mehrfachen Siegen bei den Grand-Slam-Turnieren. Die meisten dieser Paarungen stammen aus der Zeit vor der Open Era (1968), als nur Amateure zugelassen waren.
- Margaret Court mit Ken Fletcher
- Billie Jean King mit Owen Davidson
- Margaret Court mit Marty Riessen
- Martina Hingis mit Leander Paes
- Betty Stöve mit Frew McMillan
- Margaret Osborne duPont mit Neale Fraser
- Nancye Wynne mit Colin Long
- Nell Hall Hopman mit Harry Hopman
- Doris Hart mit Vic Seixas
- Doris Hart mit Frank Sedgman

## Triple Crown
Die Triple Crown im Tennis ist der Gewinn des Einzels, des Doppels und des Mixed bei einem Grand-Slam-Turnier im selben Jahr. Die einzigen beiden, denen dies in der Open Era gelang, waren Martina Navratilova (bei den US Open 1987) und Billie Jean King (in Wimbledon 1973).